# The Approaching Curve
The Approaching Curve è il quinto singolo tratto dall'album The Sufferer & the Witness della band melodic hardcore Rise Against.
La canzone non ha mai raggiunto buone posizioni in classifiche, ma viene trasmessa frequentemente comunque alla radio. L'influenza della radio di Los Angeles KRQQ mandava in onda la canzone mentre i Rise Against stavano registrando il loro nuovo album Appeal to Reason.
Questa canzone è diversa dalle altre della band perché alcuni versi vengono parlati all'opposto del cantato, benché entrambi ci siano durante la canzone.

## Formazione
- Tim McIlrath - voce, chitarra
- Chris Chasse - chitarra, cori
- Joe Principe - basso, cori
- Brandon Barnes - batteria